# Arthroleptidae
Famille
Synonymes
- Astylosternidae Noble, 1927

Les Arthroleptidae sont une famille d'amphibiens. Elle a été créée par George Jackson Mivart en 1869.

## Répartition
Les espèces de ses dix-neuf genres se rencontrent en Afrique subsaharienne.

## Liste des sous-familles et genres
Selon Amphibian Species of the World (19 novembre 2016) :
- sous-famille Arthroleptinae Mivart, 1869
  - genre Arthroleptis Smith, 1849
  - genre Cardioglossa Boulenger, 1900
- sous-famille Astylosterninae Noble, 1927
  - genre Astylosternus Werner, 1898
  - genre Leptodactylodon Andersson, 1903
  - genre Nyctibates Boulenger, 1904
  - genre Scotobleps Boulenger, 1900
  - genre Trichobatrachus Boulenger, 1900
- sous-famille Leptopelinae Laurent, 1972
  - genre Leptopelis Günther, 1859

## Publication originale
- Mivart, 1869 : On the Classification of the Anurous Batrachians. Proceedings of the Zoological Society of London, vol. 1869, p. 280–295 (texte intégral).